# Disperata (film)
Pour les articles homonymes, voir Disperata.
Pour plus de détails, voir Fiche technique et Distribution.
Disperata  (traduction littérale « Desesperée »), titre original La vita in comune, est un film italien réalisé par Edoardo Winspeare sorti en 2017. Le film est présenté dans la section Orizzonti à la Mostra de Venise de 2017.

## Synopsis
Disperata est le nom d' un village des Pouilles qui se dépeuple inexorablement et où la vie devient impossible. Le maire du village est une personne mélancolique qui se réfugie dans la poésie et la littérature, seules alliées qui l'aident à résister au front de son opposition communale qui voudrait faire « bétonner » le bord de mer pour relancer l'économie locale. Mais la contrariété est trop forte et il va sombrer quand il fait la connaissance de deux frères, petits délinquants mais bons vivants.

## Fiche technique
- Titre : Disperata
- Titre original : La vita in comune[3].
- Réalisation : Edoardo Winspeare
- Scénario : Alessandro Valenti, Edoardo Winspeare
- Genre : drame social
- Durée : 110 minutes
- Distribution en Italie : Altre storie
- Distributeur en France : Les Films du Camélia
- Pays :  Italie
- Date de sortie : 2017
- Date de sortie en France : 24 avril 2019

## Distribution
- Gustavo Caputo
- Antonio Carluccio
- Claudio Giangreco
- Celeste Casciaro
- Davide Riso
- Alessandra De Luca